# Real Unión Deportiva
La Real Unión Deportiva fue un club de fútbol de la ciudad de Valladolid. Desapareció en 1928, fusionado con el Club Deportivo Español, para dar nacimiento al Real Valladolid.

## Historia

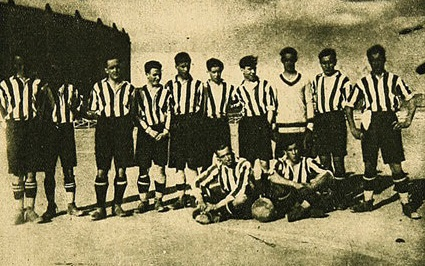
Real Unión Deportiva en 1927.

El Real Unión Deportiva se fundó con el nombre de Unión Deportiva Luises, ya que había nacido bajo el amparo de la Congregación de Luises y Kotskas, de tendencia conservadora y tutelado por el padre Santa Romita.
Fue el equipo más importante de la ciudad durante las primeras décadas del siglo XX. Su mayor rivalidad fue con otro equipo de la ciudad de Valladolid, el Club Deportivo Español.
En 1927 consigue su único Campeonato Regional Castellano-Leonés, donde fue subcampeón en 1926 y 1928.

## Uniforme
- Uniforme titular: Camiseta rojiblanca, pantalón negro, medias rojas.

## Estadio
El Real Unión Deportiva jugaba sus partidos en el campo de la Sociedad Taurina, anexo a la Plaza de Toros de Valladolid.

## Datos del club y Palmarés
- Participaciones en la Copa del Rey de Fútbol: 3
- 1 Campeonato Regional Castellano-Leonés: 1927
- Nunca llegó a jugar ninguna competición liguera.

## Participaciones en la Copa del Rey
El Real Unión Deportiva ha jugado tres ediciones de la Copa del Rey de Fútbol: 1926, 1927 y 1928.

### 1926
Cae en la liguilla de Octavos de final.
| J. | Partido                           |
| -- | --------------------------------- |
| 1  | Real Unión 4 - Deportivo Coruña 2 |
| 2  | Fortuna 2 - Real Unión 0          |
| 3  | Deportivo Coruña 6 - Real Unión 2 |
| 4  | Real Unión 1 - Fortuna 1          |

### 1927
Cae en la liguilla de Octavos de final.
| J. | Partido                           |
| -- | --------------------------------- |
| 1  | Real Unión 4 - Racing Santander 4 |
| 2  | Deportivo Coruña 8 - Real Unión 0 |
| 3  | Real Unión 1 - Sporting Gijón 3   |
| 4  | Sporting Gijón 9 - Real Unión 0   |
| 5  | Racing Santander 6 - Real Unión 2 |
| 6  | Real Unión 2 - Deportivo Coruña 3 |

### 1928
Cae en la liguilla de Octavos de final.
| J. | Partido                           |
| -- | --------------------------------- |
| 1  | Sama 5 - Real Unión 4             |
| 2  | Deportivo Coruña 6 - Real Unión 0 |
| 3  | Real Unión 2 - Cultural Leonesa 1 |
| 4  | Celta de Vigo 11 - Real Unión 1   |
| 5  | Real Unión 1 - Real Oviedo 3      |
| 6  | Real Unión 4 - Sama 1             |
| 7  | Real Unión 1 - Deportivo Coruña 4 |
| 8  | Cultural Leonesa 6 - Real Unión 1 |
| 9  | Real Unión 1 - Celta de Vigo 8    |
| 10 | Real Oviedo 6 - Real Unión 0      |

## Partidos internacionales
- Real Unión -  Colo-Colo. Ganó Colo-Colo
- Real Unión -  Colo-Colo. Empataron

## Exjugadores
Formaron parte del equipo: 
| - Gichi - Evaristo San Miguel - Foyaca - Irigoyen | - Salvadores - Dimas - Perico San Miguel - Pipi Bombo | - Aparicio - David - Montalbán - Barbáchano |